# Idževan
Idževan (arménsky: Իջևան) je město (do roku 1951 osada) v provincii Tavuš, v severozápadní části Arménie. Nachází se na úpatí hřebene Idževan, na obou březích řeky Agstafy. Městem prochází dálnice Jerevan - Tbilisi.

## Historie
Podle legendy bylo město postaveno před více než 2000 lety králem Artavasdem I.

## Partnerská města
- Valence, Francie od roku 1996